# Rodrigo de Freitas
Rodrigo de Freitas de Melo e Castro (1684 — Portugal, 12 de Julho de 1748) foi um militar português.
Oficial de Cavalaria do Exército Português, em 1702, então com dezoito anos de idade, desposou Petronilha Fagundes, neta de Sebastião Fagundes Varela. Petronilha, então com aproximadamente trinta e cinco anos de idade, era senhora de um latifúndio que englobava os atuais bairros de Copacabana, Ipanema, Leblon, Lagoa, Humaitá, Jardim Botânico e Gávea, na cidade do Rio de Janeiro. 
A lagoa Rodrigo de Freitas, chamada de Piraguá (peixe na água parada ) ou Sacopenapã (caminho dos socós),[carece de fontes?] pelos Tamoios, passou a se chamar Rodrigo de Freitas  quando Rodrigo recebeu as terras envoltórias da laguna, como parte do dote de sua mulher, Petronilha.
Viúvo, Rodrigo de Freitas retorna a Portugal em 1717. 